# Viševa skupina
Viševa skupina je del Zahodnih Julijskih Alp. Skupina se nahaja v Italiji

## Razčlenitev
Viševa skupina je pravi labirint grebenov in vmesnih dolin ter krnic. Grebeni ožjega masiva  se razpletajo vzhodno od vrha
Viša. Na vzhodni strani Viša stojita dve lepi kupoli Gamsove matere in Divje koze, med katerimi štrlita iz grebena še Turn in Mala špica. Od Divje koze se vleče
greben prek Lastovic in sedla Prašnik proti Kamnitemu lovcu in Višarjam. Ta veriga loči dolini Zajzere in Mrzle vode.
Pod Divjo kozo ležita na jugu Trbiška škrbinica in Trbiška Krniška špica. Od tod se proti vzhodu greben postopoma znižuje. Vrhovi tega grebena so lepe ojstrice, med katerimi je še posebej slikovita Lepa glava. Greben se kasneje zniža do Rabeljske škrbine. Najjužnejši del Viševe skupine je greben Belih špic, ki na jugu zapira dolino Belega potoka.

## Glavni vrhovi
- Viš, (Jôf Fuart), (Wischberg), 2666 mnm
- Košutnikove špice, (Cime Castrein), (Kastreinspitzen), 2502 mnm
- Veliki Nabojs, (Grande Nabois), (Grosser Nabois), 2313 mnm
- Gamsova mati, (Cima Alta delle Madri dei Camosci), (Hohe Gamsmutter), 2518 mnm
- Turn Gamsove matere, (Torre delle Madri dei Gamosci), (Gamsmutterturm), 2503 mnm
- Divja koza, (Cima di Riofreddo), (Kaltwasser Gamsmutter), 2507 mnm
- Kamniti lovec, (Cima del Cacciatore), (Steinerner Jäger), 2071 mnm
- Krniška špica, (Cima del Vallone), (Korspitze), 2368 mnm
- Lepa glava, (Vetta Bella), (Schönknopf), 2049 mnm
- Visoka Bela špica, (Cima Alta di Riobianco), 2257 mnm